# Neubau
Neubau () è il settimo distretto di Vienna, in Austria ed è situato subito a ovest del primo e centrale distretto, la Innere Stadt.

## Da visitare
- Museumsquartier
- Ulrichskirche (Chiesa di Sant'Ulrico)
- Volkstheater (teatro popolare)
- Palazzo Trautson (Ministero di Giustizia)
- quartiere di Spittelberg, con il suo famoso mercatino di Natale

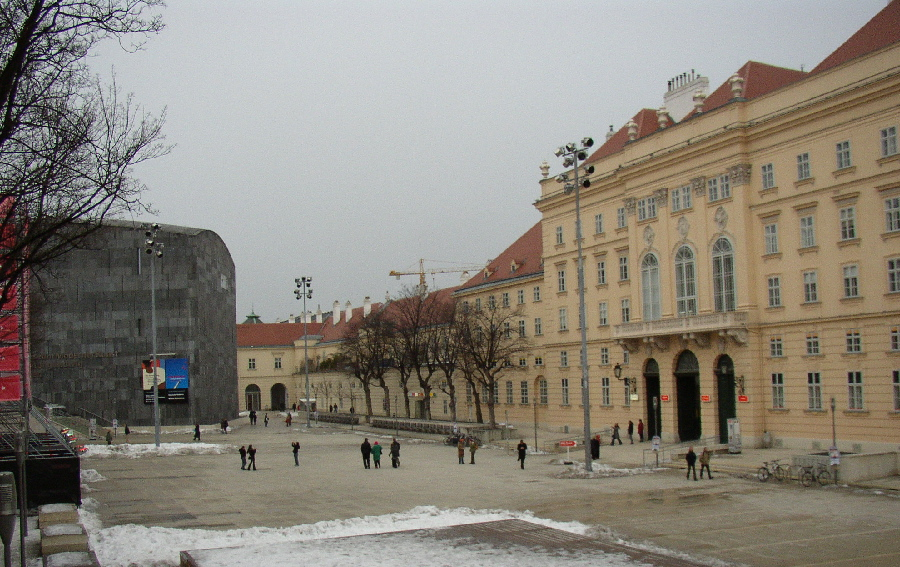
Museumsquartier

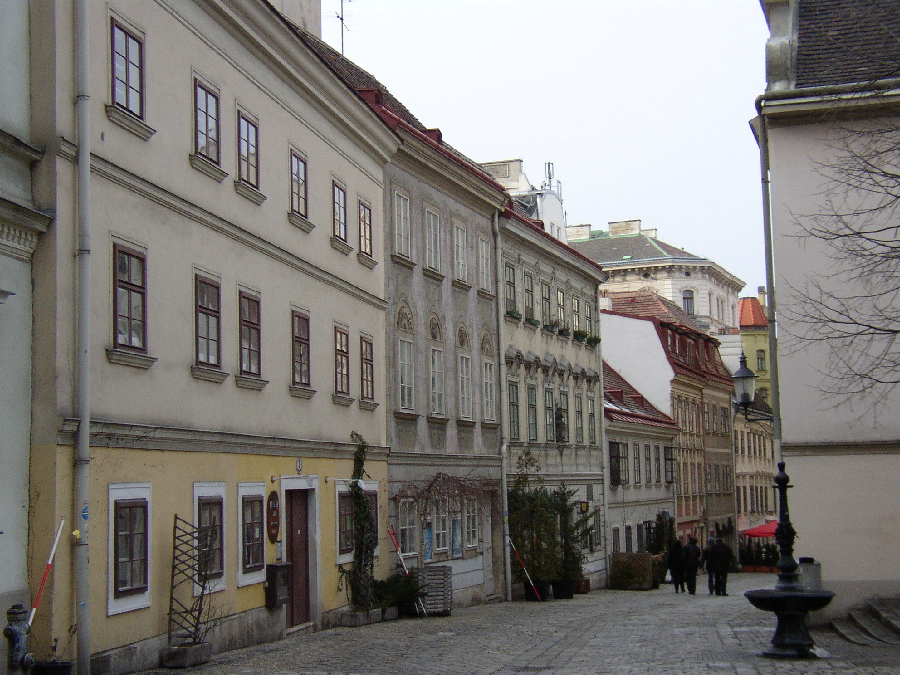
Spittelberg

- Chiesa di Altlerchenfeld

## Politica

### Presidenza del distretto
| Presidenti dal 1945       | Presidenti dal 1945 |
| ------------------------- | ------------------- |
| Josef Matz (KPÖ)          | 4/1945-7/1945       |
| Wilhelm Dürnbacher (ÖVP)  | 1945-1950           |
| Ferdinand König (ÖVP)     | 1950-1954           |
| Franz Glamm (ÖVP)         | 1954-1959           |
| Peter Platzer (ÖVP)       | 1959-1964           |
| Josef Karrer (ÖVP)        | 1978-1991           |
| Herbert Tamchina (SPÖ)    | 1991-1998           |
| Gabriele Zimmermann (SPÖ) | 1998-2001           |
| Thomas Blimlinger (Verdi) | 2001-               |